# Rinaldo Cruzado
Paulo Rinaldo Cruzado Durand (Lima, 21 de setembro de 1984) é um futebolista profissional peruano que atua como meia, atualmente defende o Universidad César Vallejo.

## Carreira
Rinaldo Cruzado fez parte do elenco da Seleção Peruana de Futebol da Copa América de 2011.